# Театър „Юлиуш Словацки“
Театър „Юлиуш Словацки“ (на полски: Teatr im. Juliusza Słowackiego w Krakowie) е театър в Краков, Полша.
Построен е през 1893 г. по модели на някои от най-добрите европейски барокови театри като Парижката опера, проектирана от Шарл Гарние,. Наречена е по името на полския поет Юлиуш Словацки през 1909 година.

## История
Сградата на театъра е построена по проект на архитекта Ян Завейски на площад „Свети Дух“ (Plac Św. Ducha) на мястото на някогашния манастир и църква на религиозния Орден на Светия Дух, откъдето е и името на площада, датирани от XIV век. През 1886 година Градският съвет на Краков решава да я събори и да направи на мястото нов театър, което се случва през май 1892 г., съпътствано от противоречия, например декларацията на полския художник Ян Матейко, че повече никога няма да излага творбите си в Краков.
Новият театър отваря врати на 21 октомври 1893. Той е изящен образец на полската еклектична архитектура, и е първото здание в Краков, проектирано и построено да съдържа електрическо осветление. Първоначално е наречен „Общински театър“ (Teatr Miejski), но през 1909 година е преименуван на Театър „Юлиуш Словацки“ на името на видния полски поет и драматург от времето на романтизма.

## Културно значение
Театърът се превръща в родно място за театралния прочит на движението Млада Полша и е тясно свързано с преоткриването на романтичната драма, както и с премиерните постановки на пиесите на полския национален драматург Станислав Виспянски.
Значението на традицията на Полския романтизъм под чужда окупация, и по-специално наследството на Юлиуш Словацки, е отразено в първия фестивал на неговите пиеси, организиран в театъра през 1909 година. Това е моментът, когато театърът е наречен на името на драматурга.
В театъра играят актьори като Кажимеж Камински, Лудвик Солски, Максимилиан Венгжин, Антонина Хофман, Ванда Сиемашкова, Станислава Висоцка и Александър Зелверович. Театрални актьори като Юлиуш Остерва и Казмиеж Юноша-Степовски започват кариерата си в театъра „Юлиуш Словацки“, а Хелена Моджейевска прави многократни гостувания. По време на междувоенния период, театърът е засенчен от Варшавската театрална сцена, но продължава да се смята за една от най-значимите сцени в Полша. През 1980 година театърът е домакин на световната премиера на папа Йоан Павел II Братът на нашия бог (на полски: Brat naszego boga), постановка, чието значение е преди всичко политическо.